# バケモノたちが嘯く頃に 〜バケモノ姫の家庭教師〜
『バケモノたちが嘯く頃に 〜バケモノ姫の家庭教師〜』（バケモノたちがうそぶくころに 〜バケモノひめのかていきょうし〜、When The Monsters Cry）は、竜騎士07による日本のライトノベル。略称は『バケウソ』。イラストはLINEノベル版では竜騎士07／れもたろが、書籍版でははましま薫夫がそれぞれ担当している。
LINEノベルにて2019年12月16日より配信開始。また、電撃文庫にて書籍版が2020年10月10日より刊行された。

## あらすじ
昭和25年晩夏。名家である御首家の令嬢・御首茉莉花の家庭教師として、御首村を訪れた塩沢磊一。そこで彼が目にしたのは、死体のハラワタを貪る彼女の姿だった。淑やかな少女がバケモノへと変貌したその理由は、病か、それとも祟りによるものか。同時期に、8人もの少女が失踪する怪事件が起こる。磊一は茉莉花の家庭教師をこなす一方で、事件の真相を明かすために行動を始める。

## 登場人物
塩沢磊一（しおざわ らいち）
本作の主人公。精神カウンセラー。村医者である六街道利行の教え子。クリームソーダが好き。御首茉莉花の家庭教師として、御首村へやってきた。
ワイシャツにアームバンド、そして灰色のベストとループタイを身に付けている。
小学生時代、残虐妄想によって異常者扱いされていたところを六街道利行に救われて以降、六街道を慕うようになる。精神カウンセラーになってからは、六街道にならい、聞き役に徹して相手に寄り添う姿勢を取っている。茉莉花に対しても同様に、病気と断定せず相手に寄り添う形でカウンセリングを進めている。
御首茉莉花（みしるし まつりか）
村の名家・御首家の令嬢。バケモノとして分家屋敷の二階に幽閉されている。十三歳。絵が上手い。
茶色の染みで染まったボロボロのワンピースを身に付けている。髪は乱れ、肌は掻き毟った跡で傷だらけ。しわがれた声で、老婆のような口調で話す。その奇怪な容姿から、バケモノと呼ばれている。精一杯下品に振舞っているが、その所作から育ちの良さが垣間見える。磊一との出会いをきっかけに、年相応の可愛らしさを取り戻していく。
結納をきっかけに、茉莉花のバケモノが目を覚ました。以降、奇行がエスカレートしていき、分家屋敷へ幽閉されるに至る。
御首次郎助（みしるし じろすけ）
御首家の当主の弟で、分家屋敷の主人。屋敷の門番として、三匹の番犬を従えている。
メアリー・ギャロウェイ
アメリカ人女性。元軍隊所属。祖母の影響で日本語が堪能。祖母の親類に頼まれて、失踪した少女たちの行方を追っている。村畑タエの容疑を晴らすため、磊一に協力を求める。
家入京之介（いえいり きょうのすけ）
次郎助が、茉莉花を治療するために連れてきた医師。磊一のライバルポジション。地方の名家を回る精神外科医で、バケモノを巣ごと切り取る精神外科手術を生業としている。
ストレートの茶色の髪を前でふたつに分けている。眼鏡をかけ、青いシャツと黒いスーツの上に白衣を着用している。光のない黒い瞳で、額にほくろを持つ。
磊一と真逆の性質を持つ。茉莉花を病気と断定し、一切の議論を許さない姿勢を取り、手術を強引に進めようとする。
同作者の作品『ひぐらしのなく頃に』に登場する入江京介と容姿や設定が酷似している。
六街道利行（ろくかいどう としゆき）
御首村に隠居していた元医者で、茉莉花の元担当医。磊一の恩人。磊一が到着する数週間前に、何者かによって殺害される。
村畑タエ（むらはた タエ）
六街道利行殺害の容疑者であり、八人の行方不明者のうちの一人。製糸工場で働く工女。工場を脱走後、六街道利行と知り合ったとされている。

## 用語
御首村（みしるしむら）
本作の舞台となる村。製糸産業が盛ん。
御首家（みしるしけ）
御首村を牛耳る名家。
バケモノ
一般的には受け入れられないような思想や趣味のこと。またはそれらを持つ人物を指す言葉。抑圧された人間がその殻を破ることで誕生する。何物にも縛られることがない存在。世界中から存在否定されていると、隠れ潜みながら一人苦しんでいることが多い。
ケダモノ
バケモノを外でひけらかす者のこと。バケモノから生まれる。自身のルールは守るが、バケモノのルールは守らない。
クサレモノ
自己中心的で、他責思考なニンゲンを指す言葉。不満を重ねていき、腐り続ける存在。自分自身でも、何が楽しくて何が不満なのか分かっていない。バケモノやケダモノとは種類が違う。

## 書籍情報
- 竜騎士07『バケモノたちが嘯く頃に 〜バケモノ姫の家庭教師〜』電撃文庫、2020年10月10日発売。
  - 2020年10月10日発売[3][4] ISBN 978-4-04-913384-4

関連商品
- キャラクター設定資料集（メロンブックス限定購入特典）[4]

はましま薫夫によるキャラクター設定資料や竜騎士07によるキャラクター原案イラストなどが掲載されている。